# Condado de Kiowa (Colorado)
O Condado de Kiowa é um dos 64 condados do Estado americano do Colorado. A sede do condado é Eads, e sua maior cidade é Eads. O condado possui uma área de 4 625 km² (dos quais 38 km² estão cobertos por água), uma população de 1 622 habitantes, e uma densidade populacional de 0,3 hab/km² (segundo o censo nacional de 2000). O condado foi fundado em 1889.